# Raumschiff Enterprise – Das nächste Jahrhundert/Staffel 3
Die dritte Staffel der US-amerikanischen Science-Fiction-Fernsehserie Raumschiff Enterprise – Das nächste Jahrhundert wurde in den USA beginnend am 23. September 1989 erstausgestrahlt, in Deutschland ab 13. April 1991.

## Entstehung
Mit Beginn der dritten Staffel wurde Michael Piller, selbst Drehbuchautor, als Executive Producer der Serie verpflichtet. Unter Pillers Leitung wurde das Augenmerk auf die Entwicklung der Enterprise-Hauptfiguren gelegt. Gene Roddenberry hatte sich, auch aufgrund von Krankheit, ab der zweiten Staffel immer mehr aus dem Tagesgeschäft der Serie zurückgezogen. Piller erlaubte zudem quasi jedermann, ein Script für eine künftige Folge der Serie einzusenden, wovon einige tatsächlich umgesetzt wurden. So hatte beispielsweise Ronald D. Moore ein Script eingereicht, das mit der Folge Mutterliebe umgesetzt wurde. Moore wurde schließlich als Story Editor eingestellt und stieg über die Jahre zum Co-Produzenten und für die letzte Staffel zum Produzenten der Serie auf. Er war am Drehbuch von 27 Folgen der Serie beteiligt. Die Autoren Hans Beimler, Richard Manning, Melinda Snodgrass und Ira Steven Behr verließen dagegen das Autoren-Team.
Wil Wheaton, der mit der Entwicklung seiner Figur Wesley Crusher während der dritten Staffel unzufrieden war, erklärte am Ende der Staffel seinen Rückzug aus der Riege der Hauptdarsteller. Eine Entscheidung, die der Schauspieler angesichts des immensen Erfolgs der Serie später bereute. Seine Figur erschien noch bis zur neunten Folge der vierten Staffel und hatte in den verbleibenden Staffeln, wenn überhaupt, nur noch Gastauftritte.
Vor Drehbeginn der dritten Staffel wurde im Sommer 1989 der Kostümbildner Robert Blackman angeheuert. Er überholte das Design der für die ersten beiden Staffeln verwendeten Sternenflotten-Uniformen. Die aus Elastan geschneiderten, eng anliegenden Einteiler, die William Ware Theiss ursprünglich entworfen hatte, waren von den Schauspielern mehrfach bezüglich ihrer Tragbarkeit bemängelt worden. Blackman gestaltete die neuen Uniformen als Zweiteiler (Oberteil mit höherem Kragen sowie Hose mit Gürtel) aus Woll-Gabardine. Sie kosteten je etwa 3000 US-Dollar und wurden für die ersten Folgen der dritten Staffel mehrmals leicht verändert. Die Uniformen der ersten beiden Staffeln, beziehungsweise modifizierte Versionen davon, tauchten im Verlauf der Serie, aus Kostengründen, getragen von Nebendarstellern und Komparsen weiterhin auf.
Die vom Verhältnis zwischen Föderation und Romulanern handelnde Episode Auf schmalem Grat basiert auf dem Film Enemy Mine – Geliebter Feind. Zu den herausragenden Folgen der Staffel gehören unter anderem Die alte Enterprise, Die Sünden des Vaters und In den Händen der Borg / Angriffsziel Erde.

## Auszeichnungen
- Emmy Awards 1990
  - nominiert: Beste Leistung im Make-up für eine Serie – Episode Versuchskaninchen
  - nominiert: Beste Leistung in visuellen Spezialeffekten – Episode Noch einmal Q
  - nominiert: Bester Schnitt für eine Serie (Ein-Kamera-Produktion) – Episode Noch einmal Q, für Robert Lederman
  - nominiert: Beste Leistung in der Frisur für eine Serie – Episode Der schüchterne Reginald
  - nominiert: Beste Leistung in visuellen Spezialeffekten – Episode Der Telepath
  - nominiert: Beste Leistung in der Musikkomposition für eine Serie (Dramatischer Underscore) – Episode Die alte Enterprise, für Dennis McCarthy
  - nominiert: Beste Tonmischung für eine Dramaserie – Episode Die alte Enterprise
  - Beste künstlerische Leitung für eine Serie – Episode Die Sünden des Vaters
  - Bester Tonschnitt für eine Serie – Episode Die alte Enterprise
- Emmy Awards 1991, nominiert: Beste Leistung in visuellen Spezialeffekten, Episode In den Händen der Borg
- Young Artist Award 1990
  - nominiert: Beste Familienserie außerhalb der Primetime
  - nominiert: Bester junger Schauspieler in einer Familienserie außerhalb der Primetime, für Wil Wheaton
- Saturn Award 1990: Beste Genre-Fernsehserie